# Иранска революция
Иранската революция, Ислямската революция или Революцията от 1979 г. (перс. انقلاب اسلامی – Enghelâb-e eslâmi) е събитие в историята на Иран, което довежда до свалянето от власт на шах Мохамед Реза Пахлави и премахването на монархията в Иран. Основна роля в нея изиграва аятолах Рухолах Хомейни, който с помощта на различни леви и ислямски организации и студенти по ислямско богословие, установява управление, организирано според традиционното ислямско право и нарича това правителство „представител на Али“. Религията става основа на целия политически и икономически живот. Революцията е подкрепена и извършена и с пряката помощ на СССР, който започва да играе роля на главен партньор на Иран в следващите години, като по този начин Съветската държава си връща загубените позиции в Иран, които губи, след като през 50-те години ЦРУ извършва преврат в Техеран, поставяйки на власт шах Реза Пахлави и отстранявайки просъветски настроения ирански политик д-р Мохамед Мосадък.

## Причини за избухването на революция
Изтъкнатите причини за избухването на революцията и нейният популистки, националистически и по-късно шиитско-ислямски характер, включват консервативната реакция срещу западните влияния, либералната реакция към социалната несправедливост, нарастване на очакванията, създадени от приходите на петролния басейн през 1973 г. и прекалено амбициозната икономическа програма, гняв срещу рязкото свиване на икономиката през 1977 – 78 г. и други недостатъци на стария режим.
В международно отношение основна роля за извършването ѝ играе СССР, който отдавна иска да включи Иран в своята сфера на влияние в Азия и Близкия изток, но сега му се отдава удобен момент, тъй като религиозните водачи на революцията демонстрират лоялност при съветската подкрепа за революцията. Причината Съветското ръководство – Генералният секретар на ЦК на КПСС Леонид Брежнев, Политбюро на ЦК на КПСС, Секретариатът на ЦК на КПСС, Президиумът на Върховния съвет на СССР и Министерски съвет на СССР – да вземат такова решение да подкрепят религиозно-политическа, а не социалистическа революция, се дължи на факта, че в Иран религиозните водачи имат огромно влияние върху масите докато светските идеологии не са толкова популярни, а за СССР е особено важно да включи Иран в списъка на своите съюзници в Близкия изток не само исторически (Царска Русия векове наред осъществява политика на икономическо присъствие и протекции над Персия), но и поради основния факт, че това е една от най-богатите страни на петрол, граничеща със Съветската държава, която вече има за съюзници повечето от останалите ислямски държави в региона, главно арабски – Ирак, Сирия, Египет, Палестина, Йеменска народна република, Либия, Алжир, Тунис и Мароко. В Москва е съставен план, с който трябва да се подпомогнат революционните сили в страната, защото е ясно, че по друг начин може да претърпят провал. Съветското ръководство, чрез своите въоръжени сили, осъществява доставка на оръжие на революцията, която в крайна сметка успява.
Шахският режим става все по-потиснически, брутален, корумпиран и неразумен. Страда също и от основни функционални повреди, които донасят икономически затруднения, недостиг и инфлация. Когато американският президент Джими Картър приема политиката на човешките права, която гласи, че страни, които нарушават правата на човека, ще бъдат лишени от американски оръжия и помощ, това помага на някои иранци да съберат смелостта да публикуват отворени писма и петиции с надеждата, че репресиите на правителството могат да бъдат разсеяни. Веднага след победата на ислямската революция в Техеран, новата власт променя съюзниците си и от американски става съветски съюзник и приятел, което влошава отношенията на Иран със САЩ в следващите години. Иранците дори организират взимане на заложници в американското посолство в Техеран, като знак на скъсване на отношенията си с американците. Президентът на САЩ Картър контраатакува с дипломатическа и военна офанзива, в Израел е подписан Договорът от Кемп Дейвид, с който Президентът на Египет Ануар Садат и Израел прекратяват конфликтите си и започват топли отношения, а в следващите години Израел атакува Ливан и Сирия, стигайки до Голанските възвишения, а като отговор на 22 декември 1979 г. СССР взима решение и в следващите месеци на 1980 г. нахлува в Афганистан и поставя просъветски настроения Мохамад Наджибула за Президент на Афганистан, с цел заздравяване на позициите си в средноазиатския регион, след успеха на революцията в Иран. За да предотврати възможен контрапреврат в Иран от ЦРУ, СССР подкрепя и едната, и другата страна в избухналата война между Иран и водения от Саддам Хюсеин Ирак, от 1980 г. до края на войната през август 1988 г.

## Последици от революцията
Американската пропаганда в следващите години разтръбява пред цял свят, че революцията, заместила монархията на Мохамед Реза Пахлави с ислямизъм, вместо с друг лидер и идеология, е отчасти благодарение на разпространението на шиитския ислям, който се противопоставя на западните влияния и вижда аятолах Хомейни като последовател на имам Хусейн ибн Али и шаха – в ролята на врага на Хусейн – омразният тиранин Язид I. Други фактори включват подценяването на ислямското движение от Хомейни, което се счита като малка заплаха, в сравнение с марксистите и ислямските социалисти. Съветската и тази на социалистическите страни, в т.ч. и пропагандата на Народна република България, точно обратно заявява, че с революцията Иран най-после се освобождава от империализма и колониализма. Но революцията в Иран се приема широко от народните маси, които вярват, че Иран е най-после освободен от оковите на шахския режим и колониалната политика на САЩ и Западна Европа, като хиляди се кълнат, че с подкрепата на Аллах и братската помощ на СССР Иран ще започне да води самостоятелна политика.
Вместо самостоятелна политика Иран има силна зависимост днес от РУсия и Китай. Изминалите повече от 35 години показват, че новият режим е твърде уязвим и осигурява подкрепа за своята власт с подтискане на населението. 